# Hofsekretär
Ein Hofsekretär war ein höherer Beamter, der für die Angelegenheiten des Hofes und der regierenden Familie zuständig war.

## Pflichten und Rechte
Der Hofsekretär konnte als Verwaltungsleiter des Hofstaats verstanden werden. Die Kabinetts- sowie die Hofkasse waren ihm unterstellt. Der Hofsekretär erfüllte die Funktion eines General-Intendanten der Civilliste, ohne diesen Titel tatsächlich zu führen. Dieses Hofamt war besonders im Kaisertum Österreich und im Königreich Bayern verbreitet.